# Noli de Castro

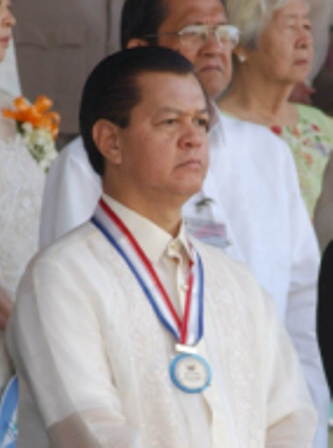
Manuel Leuterio "Noli" B. de Castro, Jr.

Manuel Leuterio "Noli" B. de Castro, Jr. (Pola, 6 de julho de 1949) é um político das Filipinas. De Castro foi senador de 2001 até 2004 e foi vice presidente da República das Filipinas de 30 de julho de 2004 até 30 de julho de 2010, durante o mandato da presidente Gloria Macapagal-Arroyo.